# Grotte Ali-Sadr
La grotte Ali-Sadr (persan : غار علی صدر ; Али-Саадр) est une grotte de grandes dimensions  comprenant de nombreux lacs souterrains. Elle attire chaque année un grand nombre de visiteurs. Elle se trouve à proximité du village éponyme de Ali Sadr (en), situé au Kabudarahang (Sharestan) (en), à 100 km de la ville d'Hamadan, dans les monts Zagros, dans la partie occidentale de l'Iran.

## Description
Le grotte comprend un grand nombre de lacs, situés dans diverses zones et reliés entre eux par des tunnels. La superficie de chaque lac atteint plusieurs centaines de mètres carrés. Leur profondeur atteint 17 mètres et la hauteur des voûtes 15 mètres au-dessus de la surface de l'eau. L'eau est propre et claire. Deux des branches des tunnels atteignent 11-12 km de longueur. Les touristes se déplacent dans la grotte à bord de petits bateaux. Il est possible de naviguer facilement sur les canaux du fait des dimensions de ceux-ci. L'entrée de la grotte se trouve à une altitude de 1 980 mètres.

## Explorations archéologiques
Des fouilles archéologiques ont permis de découvrir des peintures rupestres et de conclure que la grotte était habitée il y a 12 000 ans. Les peintures représentent des animaux, des arcs et des flèches, des scènes de chasse. La grotte est connue depuis l'époque de Darius Ier (521—486 avant notre ère), ce dont témoigne une inscription trouvée à l'entrée. Puis elle a été oubliée et ce n'est qu'en 1963 que des alpinistes iraniens l'ont redécouverte.
À l'été 2001 une expédition germano-britannique a découvert l'une des branches de la grotte qui atteint une longueur de 11 km.

## Galerie

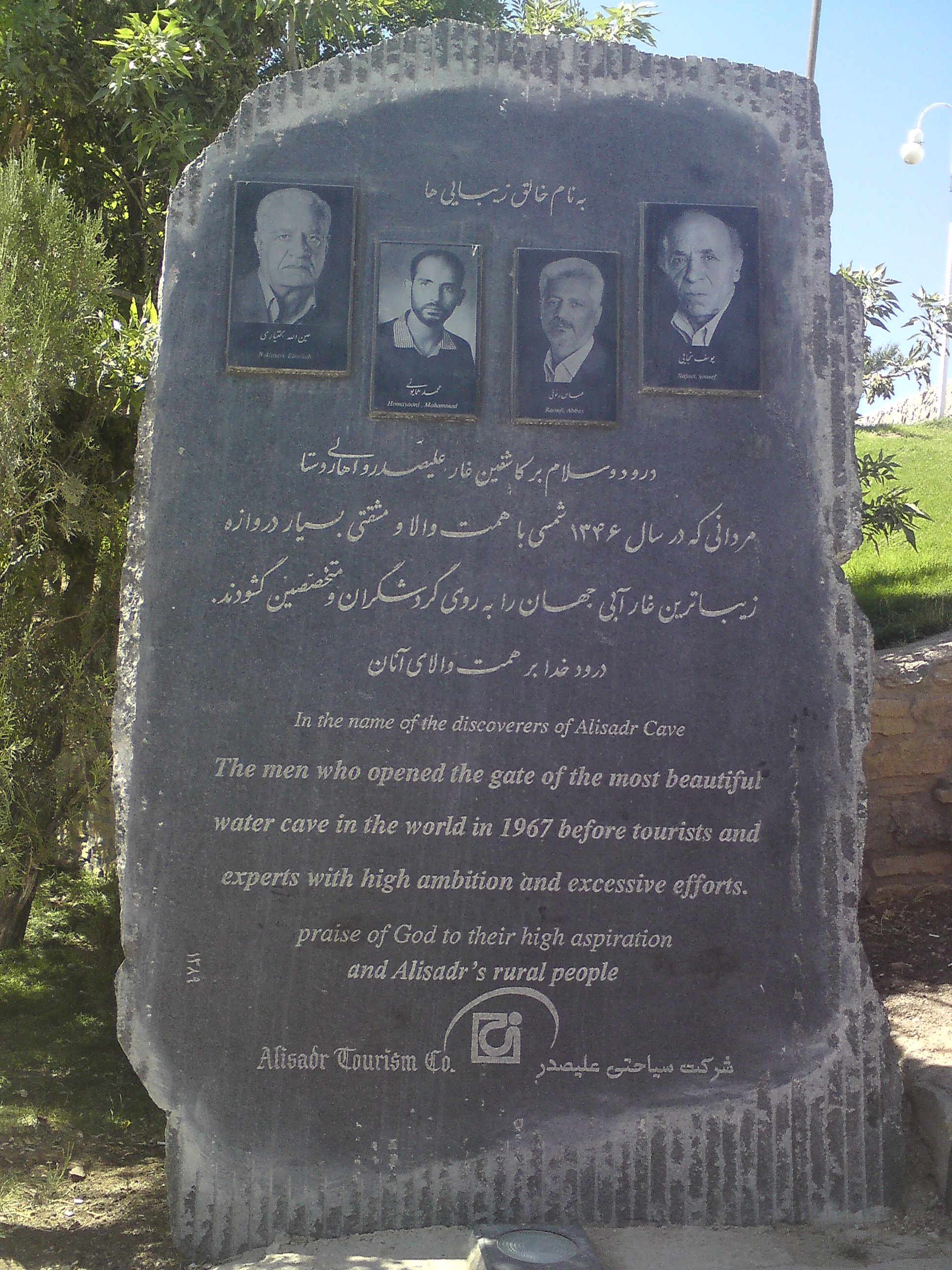
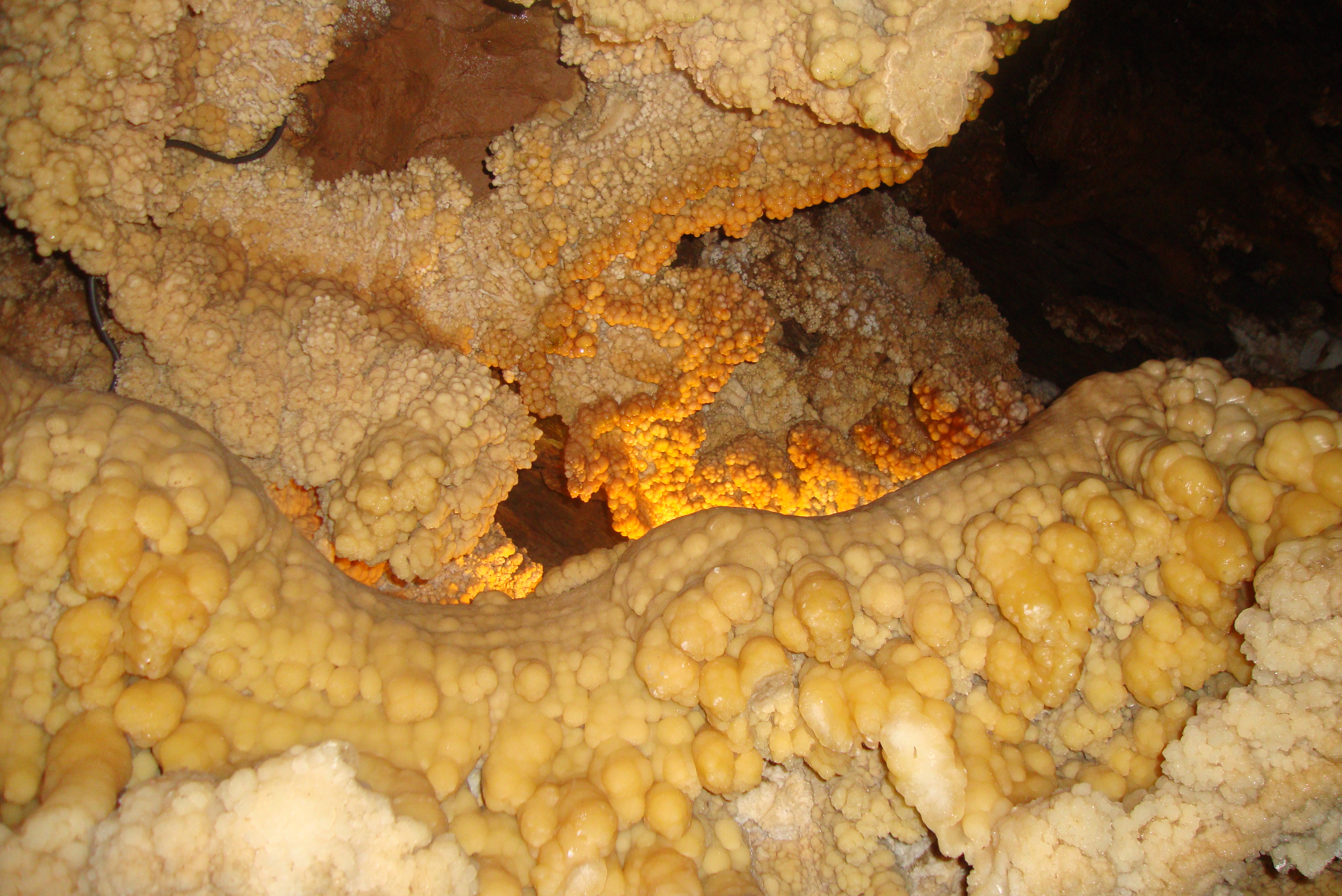
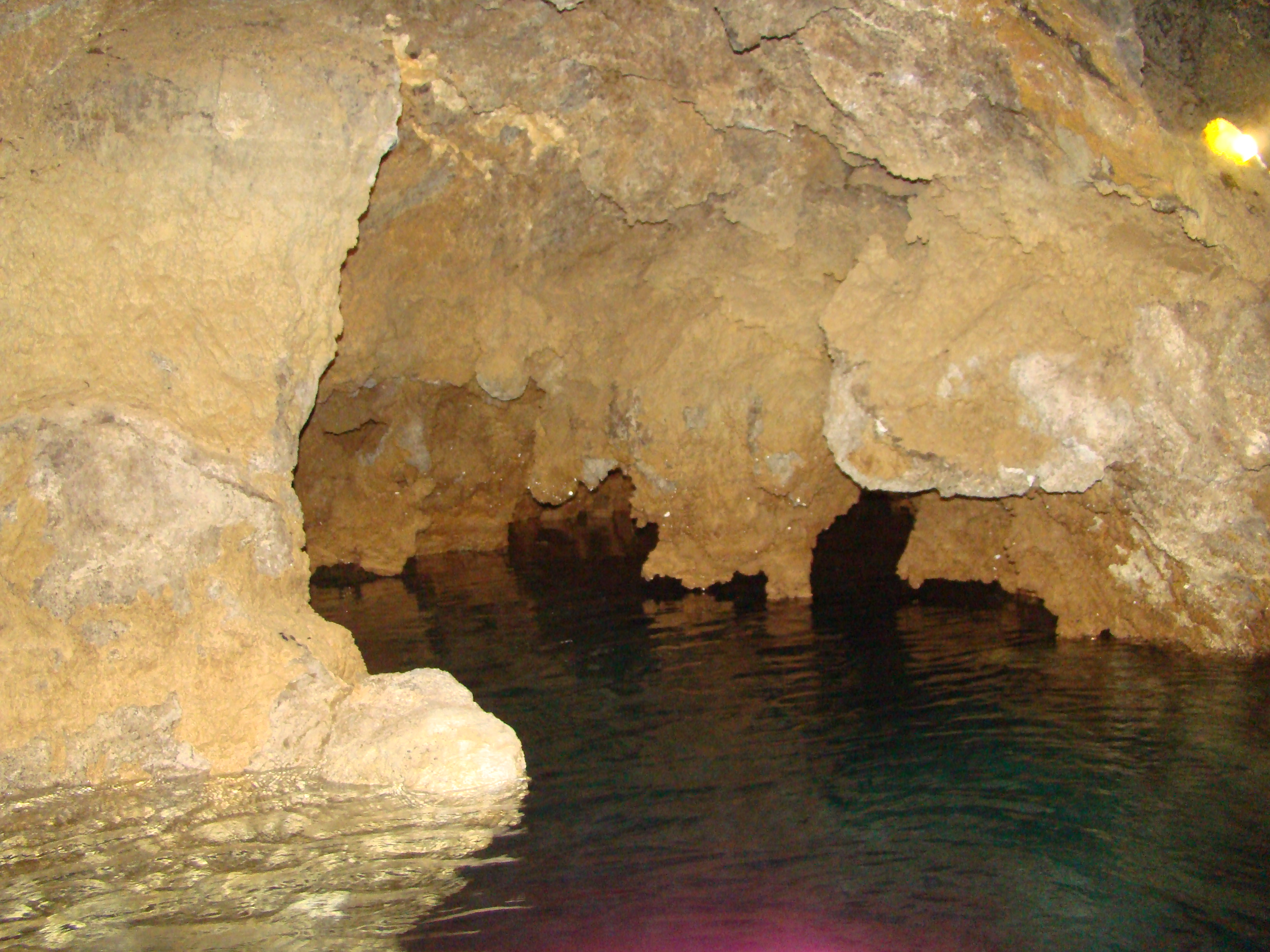
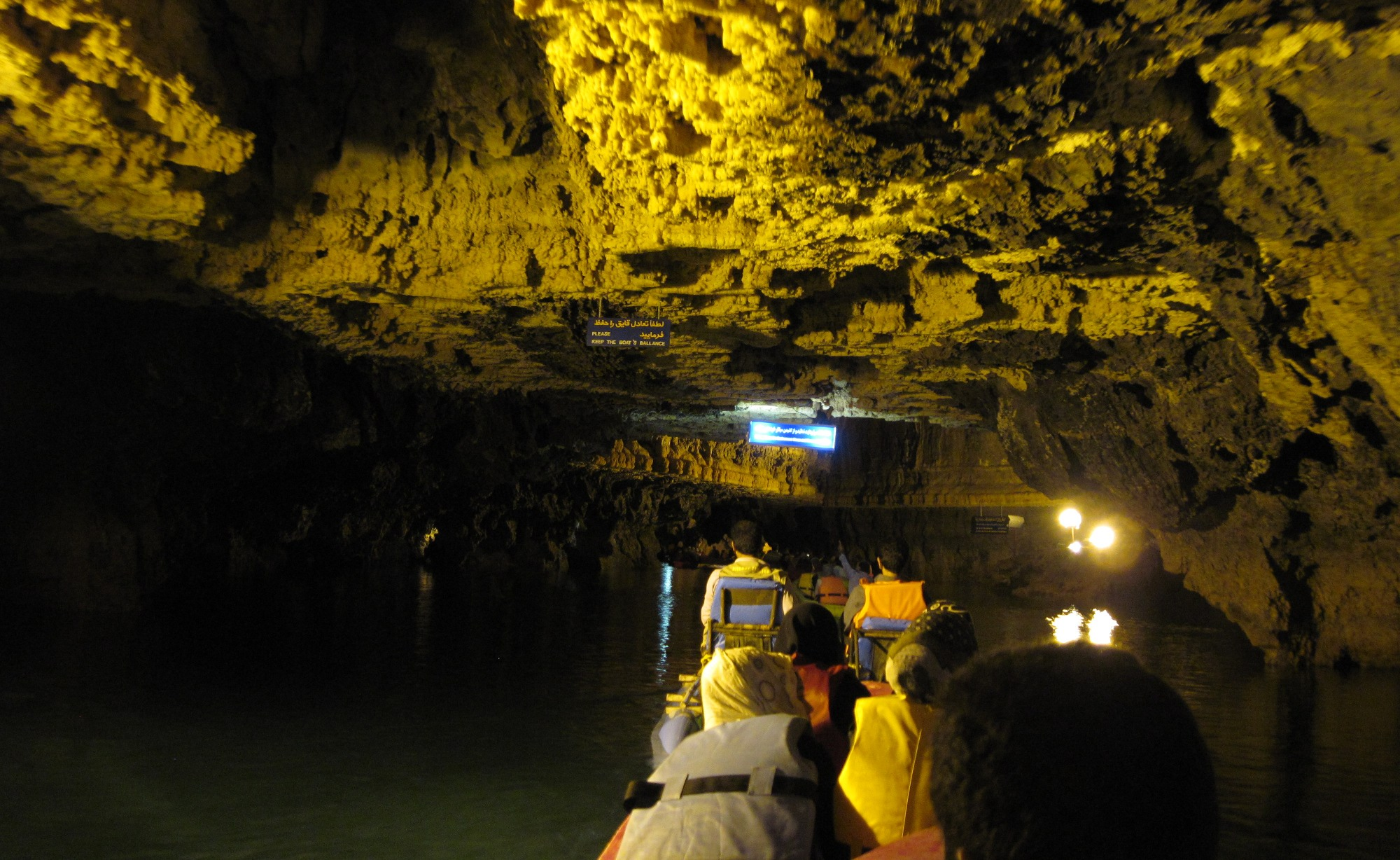
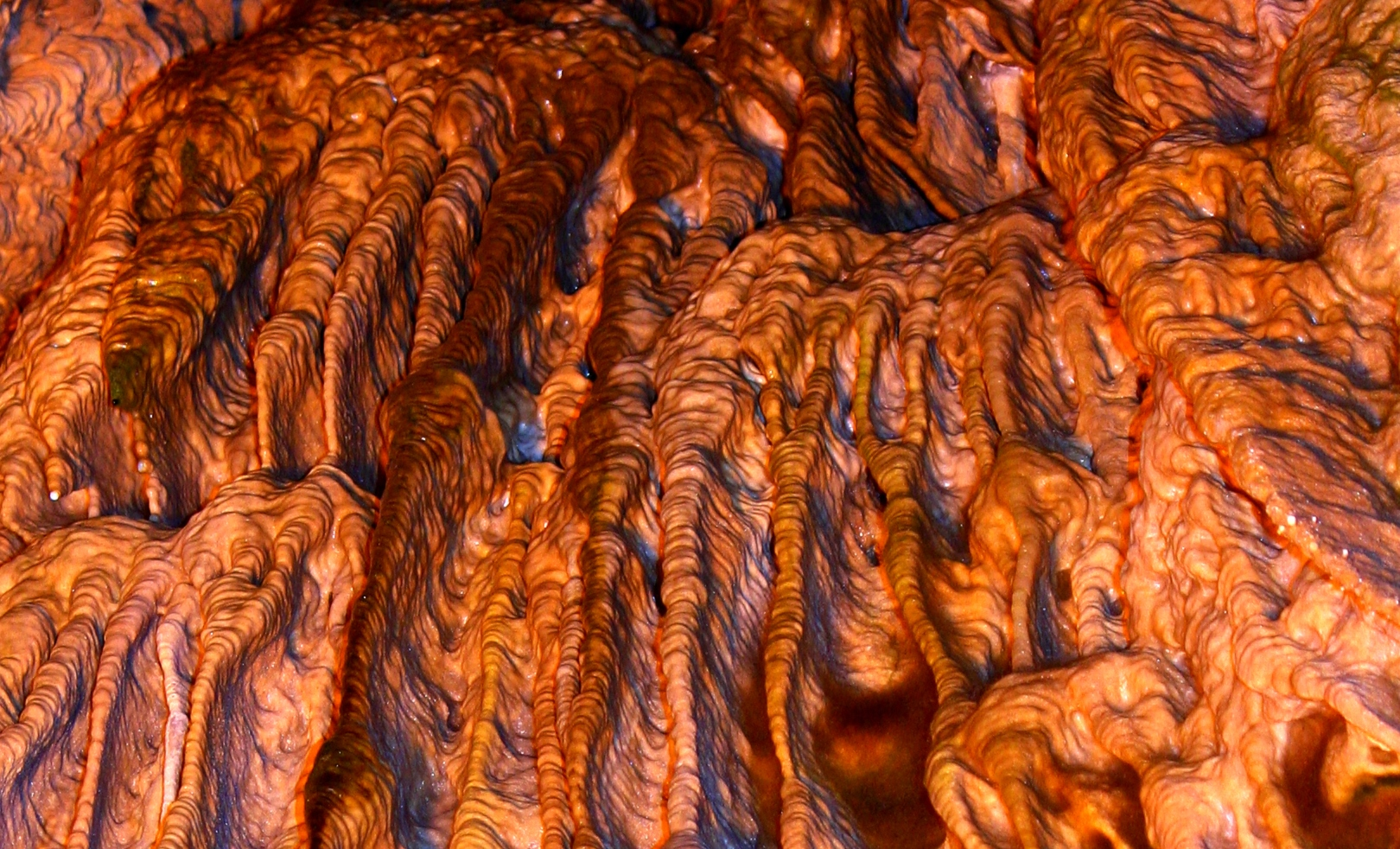
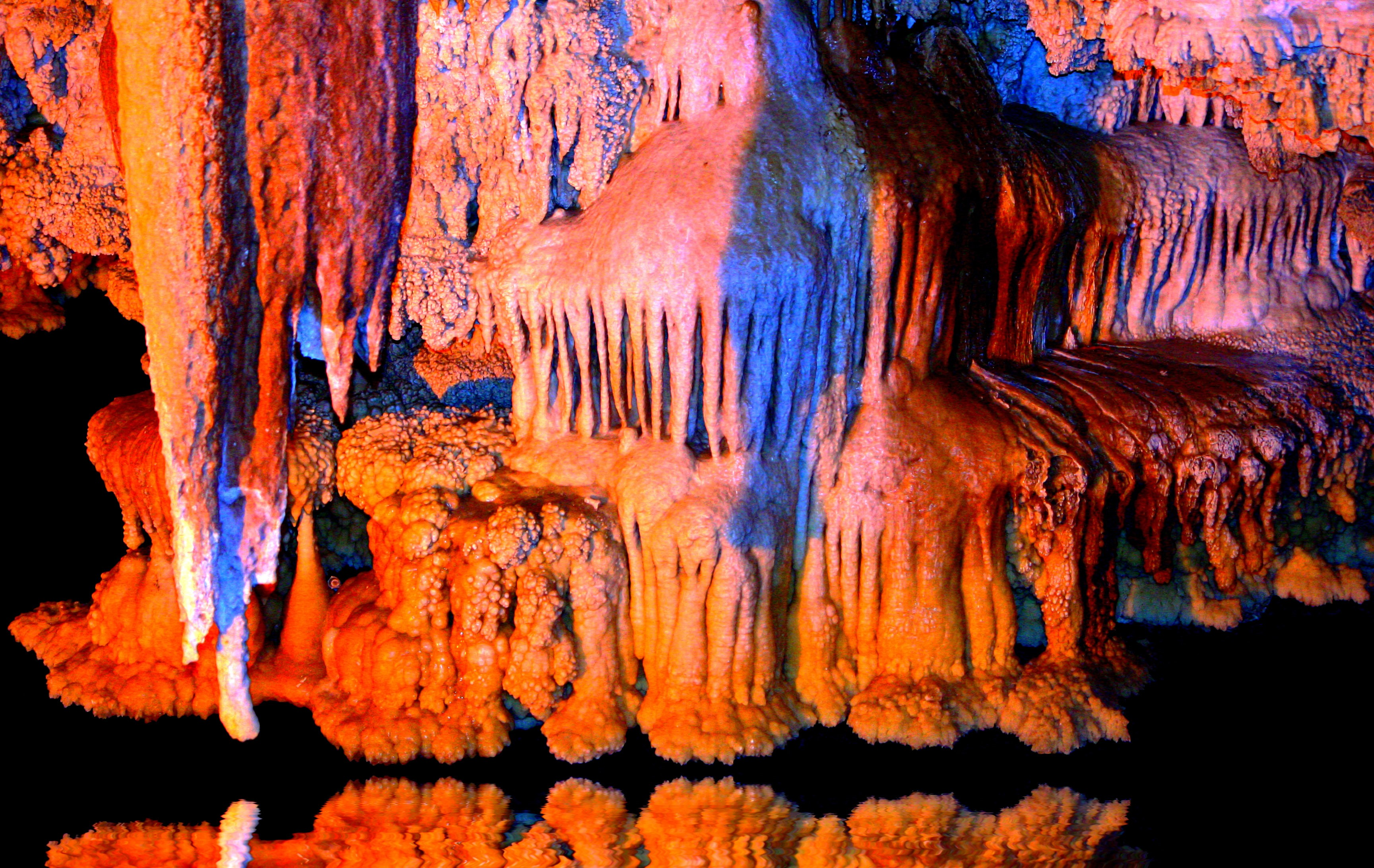